# Con le buone maniere si ottiene tutto
Con le buone maniere si ottiene tutto (Bad Manners) è un film del 1984 scritto e diretto da Robert Houston e prodotto da Kim Jorgensen. Si tratta di una commedia nera per adolescenti.

## Trama
Il film segue un gruppo di adolescenti che scappano dall'opprimente orfanotrofio cattolico dove vivono per salvare uno dei loro compagni, che è appena stato adottato da una famiglia.

## Musica
Le canzoni per la colonna sonora del film sono state scritte da Ron Mael e Russell Mael degli Sparks e da Michael J. Lewis. Gli Sparks hanno anche eseguito molte delle canzoni del film, inclusa la canzone del titolo del film, "Bad Manners", "Motorcycle Midget", "What You're Wearing" (Duetto con Laurie Bell) e "Bad Manners (Reprise) eseguita da Sparks". Altre canzoni includono "Things Can Change Overnight" eseguita da Adele Bertei, "Descended From the Apes" eseguita da Charlie Sexton, "Riot With Me" eseguita da Laurie Bell, "Screaming (aka Scared)" eseguita da Runnings, e "It's Kinda Like The Movies" eseguita da Gleaming Spires. La versione originale della canzone del titolo di Sparks si chiama "Growing Pains" (che riflette il nome originale del film) e ha testi diversi. A partire dal 2021, nessuna delle canzoni è stata pubblicata ufficialmente, ma può essere trovata su vari siti web.